# گمینا اوپاتوو (استان سیلسیان)
گمینا اوپاتوو (استان سیلسیان) (به لهستانی:  Gmina Opatów) یک گمینا در لهستان است که در شهرستان کووبوتسک واقع شده‌است. گمینا اوپاتوو ۷۳٫۵۴ کیلومتر مربع مساحت و ۶٬۷۳۳ نفر جمعیت دارد.